# Nouveaux Matériaux pour la Flore Atlantique
Nouveaux Matériaux pour la Flore Atlantique (abreviado Nouv. Mat. Fl. Atl.) es un libro de botánica que fue escrito por el naturalista, geólogo y paleontólogo francés, Auguste Nicolas Pomel. Fue publicado en París en 2 partes en los años 1874-1875.

## Publicación
- Parte nº 1: [i-iii], [I]-III, [1]-260. post 10 Mar 1874;
- Parte nº 2: 257 [Bis]-399. 1875